# U23-Weltmeisterschaften im Rudern 2008
Die U23-Weltmeisterschaften im Rudern 2008 fanden vom 17. bis 20. Juli 2008 in Brandenburg an der Havel in Deutschland statt. Die Wettbewerbe wurden auf der Regattastrecke Beetzsee ausgetragen.
Die Organisatoren sind sehr erfahren in der Durchführung von internationalen Ruder- und Kanuregatten. Unter anderem fanden auf der Regattastrecke Beetzsee die Ruder-Europameisterschaften 1972 für Frauen statt. Außerdem fanden die Junioren-Weltmeisterschaften 1985 und die Junioren-Weltmeisterschaften 2005 hier statt.
Es waren die ersten U-23 Weltmeisterschaften, die in Deutschland durchgeführt wurden. Die Vorgängerwettbewerbe fanden allerdings schon dreimal in Deutschland statt. Der Match des Seniors 1981 in Essen und 1986 in Hamburg und der Nations Cup 1999 ebenfalls in Hamburg.
Bei den Meisterschaften wurden 20 Wettbewerbe ausgetragen, davon zwölf für Männer und acht für Frauen.
An den U23-Weltmeisterschaften in Brandenburg an der Havel nahmen 54 Nationen teil und damit zwei mehr als im Jahr zuvor. Mehr Nationen haben noch nie an den U23-Weltmeisterschaften oder einem der Vorgängerwettbewerbe teilgenommen.
Teilnahmeberechtigt war eine Mannschaft je Wettbewerbsklasse aus allen Mitgliedsverbänden des Weltruderverbandes. Eine Qualifikationsregatta existierte nicht.

## Ausgeschriebene Wettbewerbe
| Männer           | Frauen           |
| ---------------- | ---------------- |
| Einer            | Einer            |
| LGW-Einer        | LGW-Einer        |
| Doppelzweier     | Doppelzweier     |
| LGW-Doppelzweier | LGW-Doppelzweier |
| Doppelvierer     | Doppelvierer     |
| LGW-Doppelvierer |                  |
| Zweier ohne      | Zweier ohne      |
| LGW-Zweier ohne  |                  |
| Vierer ohne      | Vierer ohne      |
| LGW-Vierer ohne  |                  |
| Vierer mit       |                  |
| Achter           | Achter           |

## Ergebnisse
Hier sind die Medaillengewinner aus den A-Finals aufgelistet. Diese waren mit sechs Booten besetzt, die sich über Vor- und Hoffnungsläufe sowie Viertel- und Halbfinals für das Finale qualifizieren mussten. Die Streckenlänge betrug in allen Läufen 2000 Meter.

### Männer
| Bootsklasse                                   | Gold | Gold    | Silber | Silber  | Bronze | Bronze  |
| --------------------------------------------- | --- | ------- | --- | ------- | --- | ------- |
| Einer (BM1x)                                  | Neuseeland Joseph Sullivan | 6:52,18 | Litauen Mindaugas Griškonis | 6:55,24 | Deutschland Tim Bartels | 7:00,35 |
| Leichtgewichts-Einer (BLM1x)                  | Neuseeland Graham Oberlin-Brown | 7:22,30 | Iran Mohsen Shadi Naghadeh | 7:30,33 | Niederlande Joris Pijs | 7:31,72 |
| Doppelzweier (BM2x)                           | Vereinigtes Königreich Charles Cousins Bill Lucas | 6:33,11 | Kroatien Martin Sinković Valent Sinković | 6:33,95 | Deutschland Karl Schulze Tim Grohmann | 6:34,54 |
| Leichtgewichts-Doppelzweier (BLM2x)           | Italien Davide Riccardi Francesco Rigon | 6:47,14 | Ungarn Tamás Varga Péter Galambos | 6:48,34 | Bulgarien Zlatko Karaiwanow Wasil Witanow | 6:51,45 |
| Doppelvierer (BM4x)                           | Deutschland Mathias Rocher Martin Gulyas Eric Johannesen Sebastian Peter                                                                                   | 6:03,22 | Ukraine Wiktor Hrebennykow Kyrylo Tarakanow Olexander Pachomow Iwan Futryk                                                                     | 6:05,71 | Polen Piotr Licznerski Artur Śledzik Dawid Kubiak Karol Niziołek                                                                                                | 6:07,76 |
| Leichtgewichts-Doppelvierer (BLM4x)           | Dänemark Hans Christian Sørensen Henrik Stephansen Steffen Jensen Andreas Rambøl                                                                           | 6:19,71 | Italien Matteo Amigoni Federico Ustolin Pietro Ruta Jose Casiraghi                                                                             | 6:21,12 | Deutschland Clemens Hübler Christian Hochbruck Michael Keschka Arne Falkenhorst                                                                                 | 6:21,77 |
| Zweier ohne Steuermann (BM2-)                 | Griechenland Giannis Tsilis Georgios Tziallas | 6:39,47 | Argentinien Joaquín Iwan Diego Lopez | 6:43,32 | Vereinigtes Königreich Ben Smith Charles Burkitt | 6:45,47 |
| Leichtgewichts-Zweier ohne Steuermann (BLM2-) | Italien Andrea Caianiello Armando Dell’Aquila | 6:58,57 | Südafrika James Thompson Matthew Brittain | 7:04,78 | Niederlande Vincent Muda Tycho Muda | 7:06,93 |
| Vierer ohne Steuermann (BM4-)                 | Deutschland Martin Rückbrodt Hendrik Bohnekamp Nils Menke Mathis Jessen                                                                                    | 6:13,79 | Italien Federico Migliaccio Rosario Agrillo Simone Ponti Matteo Motta                                                                          | 6:15,82 | Kroatien Ante Janjić Alen Banovac Josip Stojčević Marin Bogdan                                                                                                  | 6:17,38 |
| Leichtgewichts-Vierer ohne Steuermann (BLM4-) | Spanien Andreu Castellà Gasparin Juanito Fernandez Tomas Ramon Llosa Melich Rubén Álvarez Pedrosa                                                          | 6:23,99 | Deutschland Axel Kort Samuel Garten Robby Gerhardt Max Röger                                                                                   | 6:26,32 | Frankreich Charles Breschet Nicolas Moutton Vincent Cavard Barthelemy Agostini                                                                                  | 6:28,16 |
| Vierer mit Steuermann (BM4+)                  | Italien Leopoldo Sansone Francesco Fossi Romano Battisti Andrea Palmisano Leonardo Bellucci (Stm.)                                                         | 6:29,04 | Ukraine Iwan Balandin Nikolay Balandin Andrij Schpak Ruslan Pialkin Wladyslaw Nikulin (Stm.)                                                   | 6:34,43 | Deutschland Hannes Heppner Maximilian Hinkel Ivan Saric Christoph Zimmermann Dev Wijekoon (Stm.)                                                                | 6:36,09 |
| Achter (BM8+)                                 | Vereinigte Staaten Alexander Osborne Charles Cole Blaise Didier Henrik Rummel Silas Stafford Derek Rasmussen Ross James Grant James Daniel Connolly (Stm.) | 5:49,42 | Kanada Stephen Connolly Blake Pucsek Will Dean Chris Aylard Robert Gibson Conlin McCabe Anthony Jacob William Crothers Ronan Sabo-Walsh (Stm.) | 5:53,30 | Polen Maciej Mattik Dariusz Radosz Tomasz Cichocki Zbigniew Schodowski Michał Szpakowski Krystian Aranowski Piotr Juszczak Dominik Kubiak Paweł Lipowski (Stm.) | 5:54,57 |

### Frauen
| Bootsklasse                         | Gold | Gold    | Silber | Silber  | Bronze | Bronze  |
| ----------------------------------- | --- | ------- | --- | ------- | --- | ------- |
| Einer (BW1x)                        | Deutschland Julia Richter | 7:43,90 | Vereinigtes Königreich Kristina Stiller | 7:48,20 | Ungarn Katalin Szabó | 7:52,28 |
| Leichtgewichts-Einer (BLW1x)        | Australien Carly Cottam | 8:03,12 | Deutschland Helke Nieschlag | 8:06,04 | Belarus Hanna Bandarewich | 8:09,78 |
| Doppelzweier (BW2x)                 | Deutschland Sophie Dunsing Tina Manker | 7:08,70 | Tschechien Gabriela Vařeková Jitka Antošová | 7:10,34 | Polen Magdalena Fularczyk-Kozłowska Natalia Madaj | 7:12,40 |
| Leichtgewichts-Doppelzweier (BLW2x) | Deutschland Anja Noske Julia Kröger | 7:26,42 | Griechenland Triantafyllia Kalampoka Christina Giazitzidou                                                                                                   | 7:31,66 | Schweiz Eliane Waser Olivia Wyss | 7:36,12 |
| Doppelvierer (BW4x)                 | Rumänien Maria Bursuc Cristina Ilie Camelia Lupașcu Roxana Cogianu | 6:50,75 | Deutschland Rebekka Klemp Kathleen Kirchhoff Julia Wärmer Lena Möbus                                                                                         | 6:52,37 | Australien Kim Brown Laura Osti Emma McCarthy Lisa Szatsznajder | 6:54,47 |
| Zweier ohne Steuerfrau (BW2-)       | Rumänien Adelina Boguș Nicoleta Albu | 7:19,24 | Australien Elizabeth Alderman Emily Rose | 7:21,66 | Vereinigtes Königreich Emily Taylor Hannah Elsy | 7:24,93 |
| Vierer ohne Steuerfrau (BW4-)       | Italien Claudia Wurzel Cristina Romiti Gioia Sacco Camilla Espana | 7:03,88 | Niederlande Swana van Schaardenburg Myrthe van Dijk Olivia van Rooijen Wianka van Dorp                                                                       | 7:05,72 | Vereinigtes Königreich Victoria Bryant Jacqueline Round Kirsty Myles Rachael Jefferies                                                                                              | 7:07,01 |
| Achter (BW8+)                       | Vereinigte Staaten Suzanne Van Fleet Jessica Reel Kelsie Chaudoin Amanda Polk Laura Larsen-Strecker Katherine Glessner Jamie Redman Theresa Shields Katelin Guregian (Stf.) | 6:36,01 | Polen Kamila Soćko Marlena Ertman Magdalena Korczak Zuzanna Trzcińska Kornelia Nitzler Joanna Hentka Kinga Kantorska Monika Zdrojewska Paulina Górska (Stf.) | 6:39,72 | Belarus Natallja Prywalawa Anastassija Fadsejenka Hanna Kazlowa Natallja Koschal Nina Bondarawa Alena Sacharawa Natallja Haurylenka Wolha Plaschkowa Anastassija Kazjaschowa (Stf.) | 6:43,35 |

## Medaillenspiegel
| Platz | Land                   | Gold  | Silber | Bronze | Gesamt |    |
| ----- | ---------------------- | ----- | ------ | ------ | ------ | -- |
| 1     | Deutschland            | 5     | 3      | 4      | 12     |    |
| 2     | Italien                | 4     | 2      |        | 6      |    |
| 3     | Neuseeland             | 2     |        |        | 2      |    |
| 3     | Rumänien               | 2     |        |        | 2      |    |
| 3     | Vereinigte Staaten     | 2     |        |        | 2      |    |
| 6     | Vereinigtes Königreich | 1     | 1      | 3      | 5      |    |
| 7     | Australien             | 1     | 1      | 1      | 3      |    |
| 8     | Griechenland           | 1     | 1      |        | 2      |    |
| 9     | Dänemark               | 1     |        |        | 1      |    |
| 9     | Spanien                | 1     |        |        | 1      |    |
| 11    | Ukraine                |       | 2      |        | 2      |    |
| 12    | Polen                  |       | 1      | 3      | 4      |    |
| 13    | Niederlande            |       | 1      | 2      | 3      |    |
| 14    | Kroatien               |       | 1      | 1      | 2      |    |
| 14    | Ungarn                 |       | 1      | 1      | 2      |    |
| 16    | Argentinien            |       | 1      |        | 1      |    |
| 16    | Iran                   |       | 1      |        | 1      |    |
| 16    | Kanada                 |       | 1      |        | 1      |    |
| 16    | Litauen                |       | 1      |        | 1      |    |
| 16    | Südafrika              |       | 1      |        | 1      |    |
| 16    | Tschechien             |       | 1      |        | 1      |    |
| 22    | Belarus                |       |        | 2      | 2      |    |
| 23    | Bulgarien              |       |        | 1      | 1      |    |
| 23    | Frankreich             |       |        | 1      | 1      |    |
| 23    | Schweiz                |       |        | 1      | 1      |    |
| 23    | Summe                  | Summe | 20     | 20     | 20     | 60 |